# Гексафтороарсенат лития
Гексафтороарсенат лития — неорганическое соединение,
комплексный фторид лития и мышьяка с формулой Li[AsF6],
кристаллы,
растворяется в воде,
образует кристаллогидраты.

## Получение
- Реакция пентафторида мышьяка и фторида лития в жидком фтористом водороде:

{\displaystyle {\mathsf {LiF+AsF_{5}\ {\xrightarrow {}}\ Li[AsF_{6}]}}}

## Физические свойства
Гексафтороарсенат лития образует кристаллы.
Хорошо растворяется в воде и органических растворителях.
Образует кристаллогидрат состава Li[AsF6]•H2O.

## Применение
- Компонент электролитов источников тока.
- Катализатор полимеризации олефинов.